# Basilique du Sacré-Cœur de Bruxelles
 (avril 2015).
Si vous disposez d'ouvrages ou d'articles de référence ou si vous connaissez des sites web de qualité traitant du thème abordé ici, merci de compléter l'article en donnant les références utiles à sa vérifiabilité et en les liant à la section « Notes et références ».
Pour les articles homonymes, voir Basilique du Sacré-Cœur.
La basilique nationale du Sacré-Cœur à Koekelberg (familièrement appelée basilique de Koekelberg, car sise sur le plateau de Koekelberg), est un édifice religieux catholique situé à cheval sur les communes de Koekelberg et de Ganshoren, dans la Région bruxelloise en Belgique. Conçue au début du XXe siècle comme monument national et, après la Première Guerre mondiale, comme centre de pèlerinage au Sacré-Cœur, la basilique de style « Art déco » ne fut formellement consacrée que les 13 et 14 octobre 1951. Elle a le statut de sanctuaire national, et est toujours le lieu de grands rassemblements catholiques nationaux.

## Histoire

### Conception

#### Projet de Panthéon national
Le plateau de Koekelberg dominant Bruxelles attire déjà l'attention de Léopold Ier qui envisagerait d'y construire la résidence royale. C'est cependant Léopold II qui conçoit d'y tracer une allée solennelle qui doit mener à un panthéon des Belges, ce dont attestent encore l'avenue des Gloires nationales et celle du Panthéon qui jouxtent le site. Ce projet trop laïque déplaît à la bourgeoisie catholique au pouvoir et c'est — dit-on — en 1902, au retour d'une visite du chantier finissant du Sacré-Cœur à Paris que le souverain imagine de doter Bruxelles d'une basilique nationale encore plus grande.
Alors qu’il entrevoit l’opportunité de réaliser son panthéon national à la porte de Namur, Léopold II accepte que le terrain de Koekelberg soit cédé par la Compagnie immobilière de Belgique à l’Église catholique en vue d’y construire une basilique nationale, dédiée au Sacré-Cœur de Jésus. L’acte de donation du terrain de 3,32 ha est signé devant notaire le 12 décembre 1902 et confirmé le 31 du même mois par un arrêté royal.

#### Lieu de pèlerinage
Les concepteurs veulent faire de la basilique du Sacré-Cœur un lieu de pèlerinage. En cela, ils s’inscrivent dans une tradition chrétienne ranimée par le pape Léon XIII qui voyait dans le Sacré-Cœur de Jésus un symbole et une image claire de l’amour infini qu’Il nous porte et qui nous pousse à nous aimer les uns, les autres… celle-ci a été perpétuée par ses successeurs jusqu’au concile Vatican II. Cette fonction spécifique devait aussi assurer le financement de sa construction. Ce problème récurrent se pose avec acuité tout au long du chantier, ce qui explique, en partie, le caractère inachevé du chantier et sa longueur inusitée pour un monument du XXe siècle (au Moyen Âge, l'érection des cathédrales durait plusieurs siècles, également pour des raisons techniques et financières). À première vue, l'inachèvement de ce monument bruxellois n'apparaît pas, s'agissant, notamment, de diverses portes latérales qui devraient être en bronze, mais sont encore en bois (peintes en couleur bronze) soixante ans après l'inauguration. Déjà, avant même le début des travaux, les représentants de la nation avaient refusé d’allouer le moindre centime au monument, ce qui avait incité Léopold II à constituer un comité de soutien composé de riches mécènes. De son côté, l'épiscopat avait invité les Oblats de Marie perchés sur la butte de Montmartre à fonder une petite communauté à Koekelberg pour assurer la promotion du saint culte, ce qu’ils feront avec un zèle exemplaire pendant quelques années, notamment par la publication de revues et l’organisation récurrente de collectes de fonds. Un bâtiment fut même construit pour loger la communauté à l’angle de l’avenue Charles-Quint et inauguré quelques mois avant la pose de la première pierre de la basilique, le 12 octobre 1905. Cet élégant édifice de style éclectique fait aujourd’hui partie intégrante du Collège du Sacré-Cœur de Ganshoren.

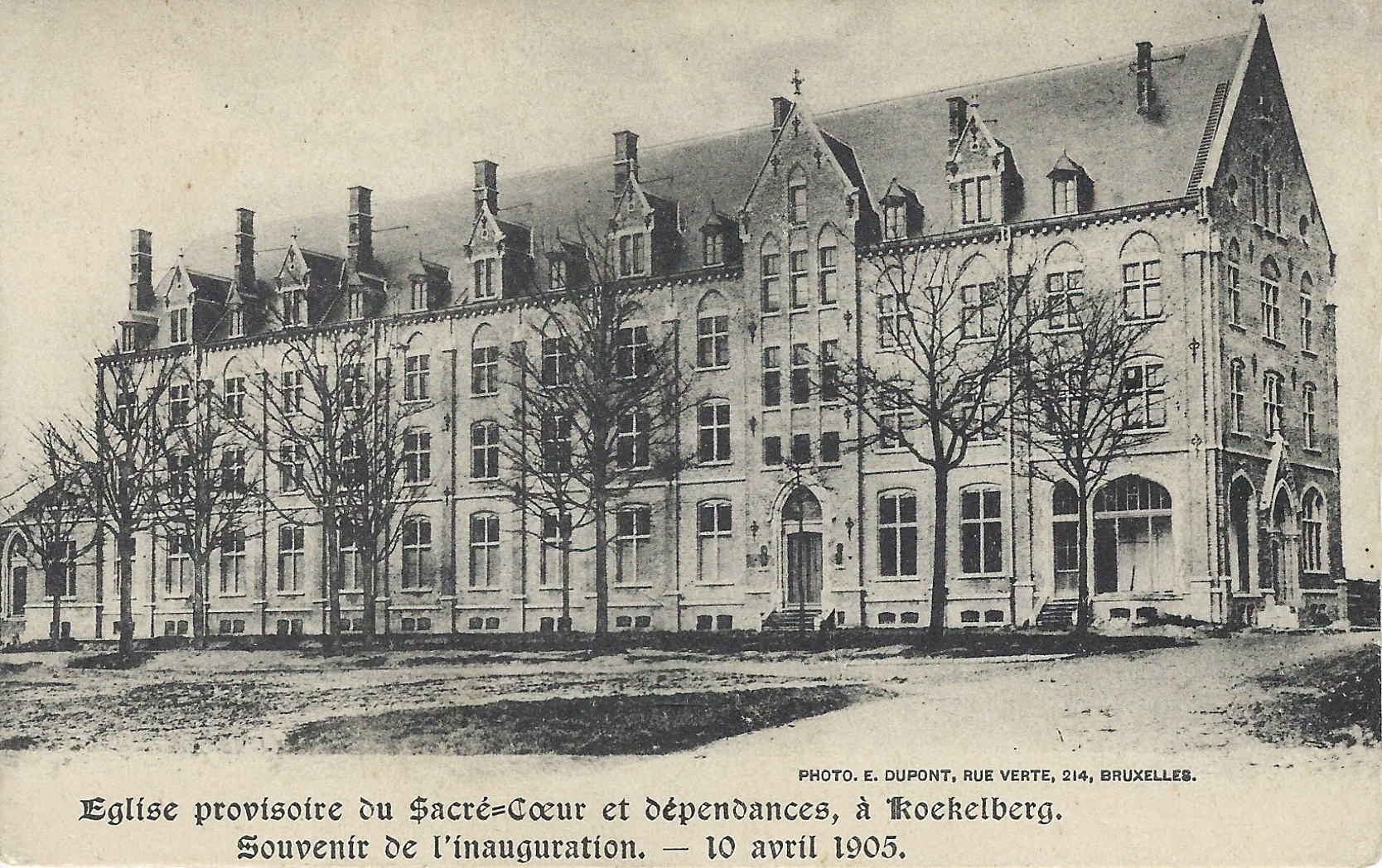
Église provisoire du Sacré-Cœur, 1905 (avenue des Gloires Nationales, Ganshoren).
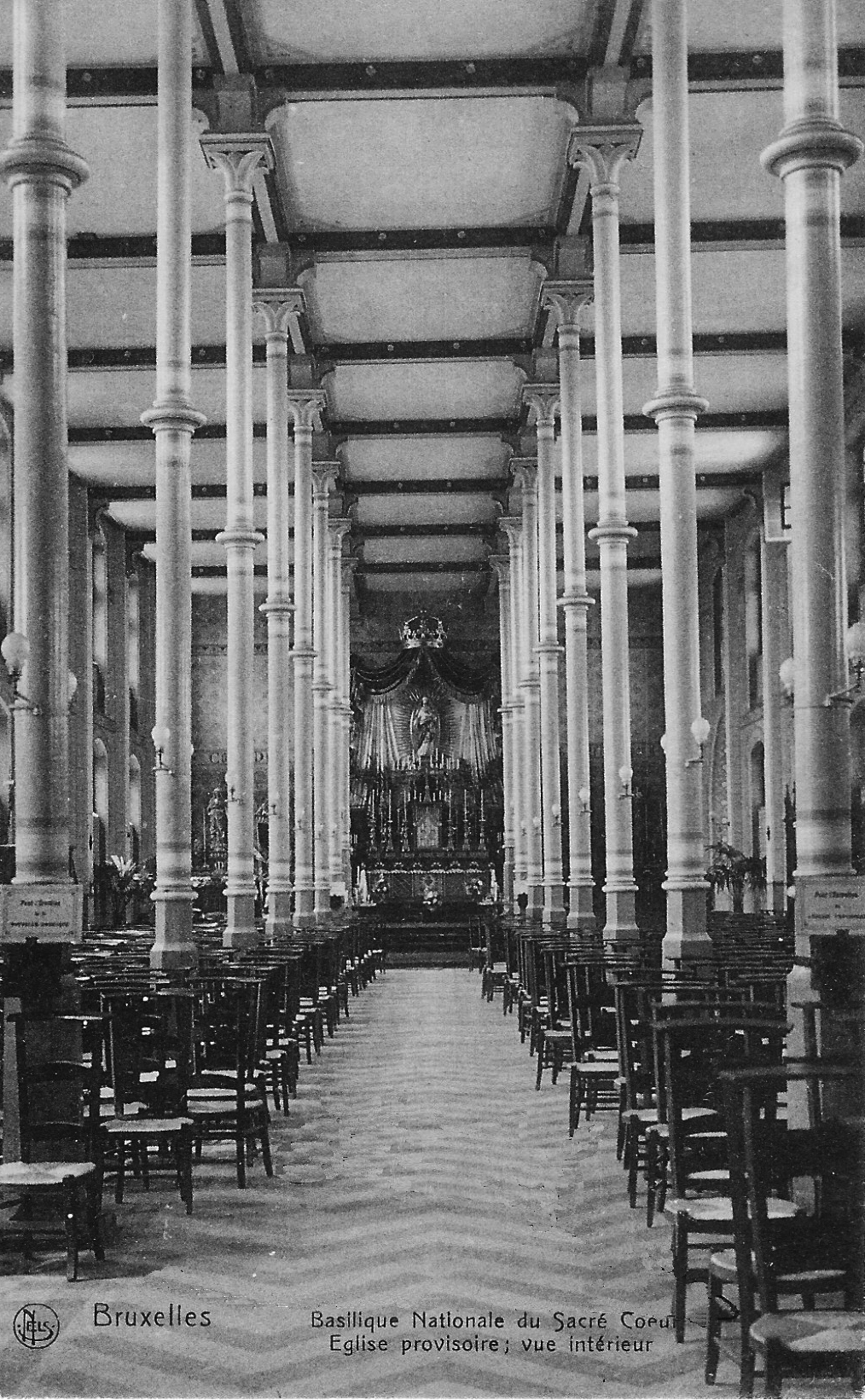
Église provisoire du Sacré-Cœur, Intérieur, 1905 (avenue des Gloires Nationales, Ganshoren).
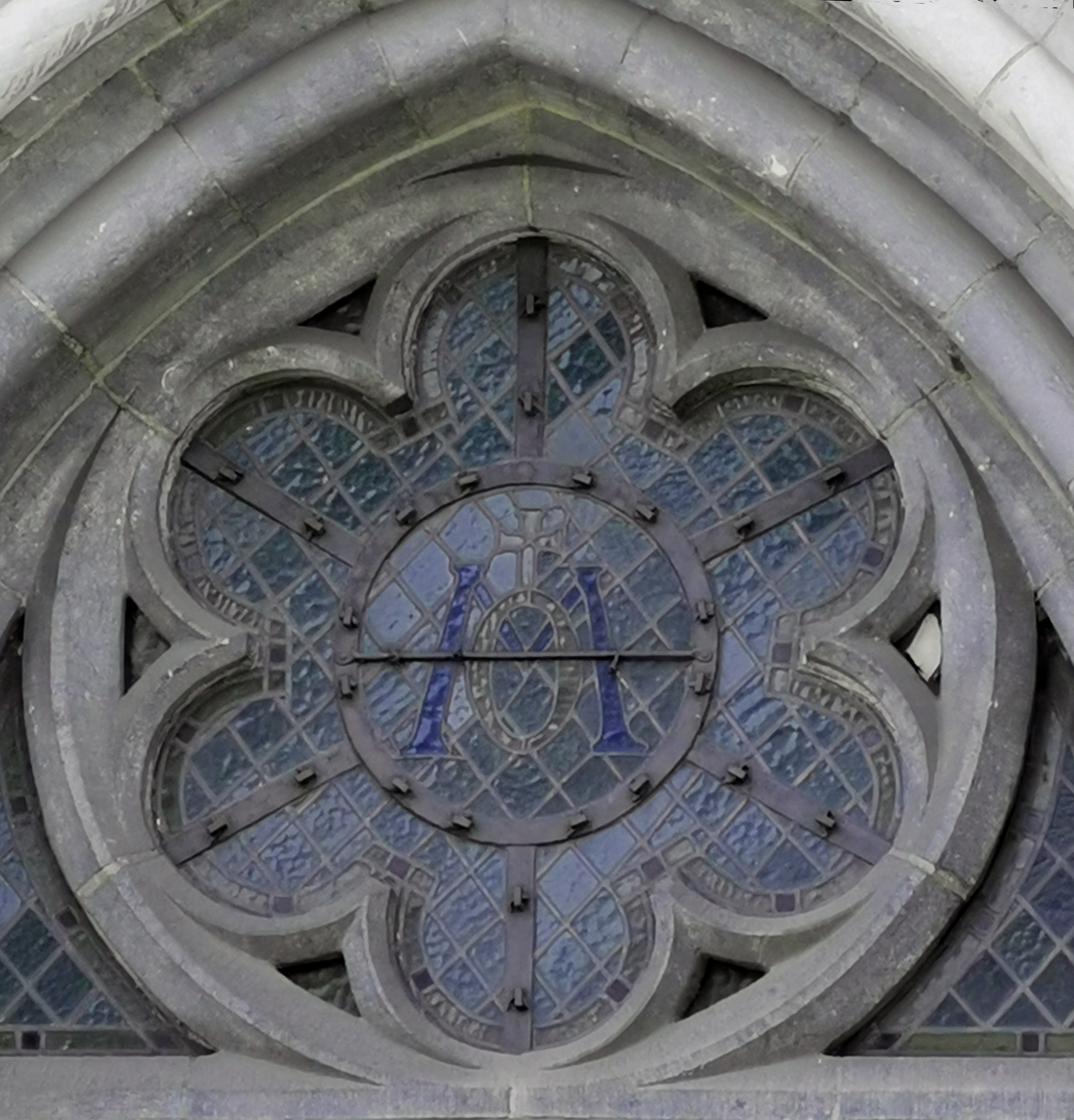
Monogramme O.M.I. des Oblats dans la rosace de l'entrée de l'église provisoire.
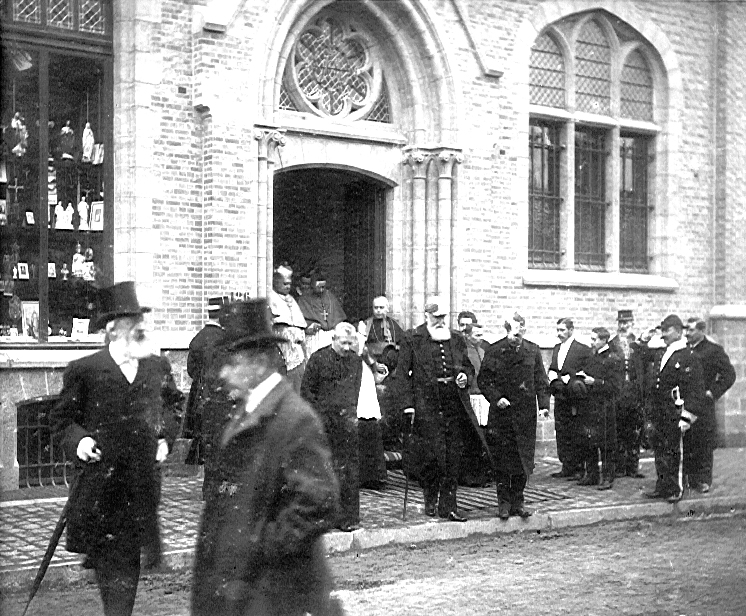
Léopold II quitte l'église provisoire pour la pose de la première pierre de la basilique (12 octobre 1905).

### Construction

#### Un projet de basilique néo-gothique (1905-1914)

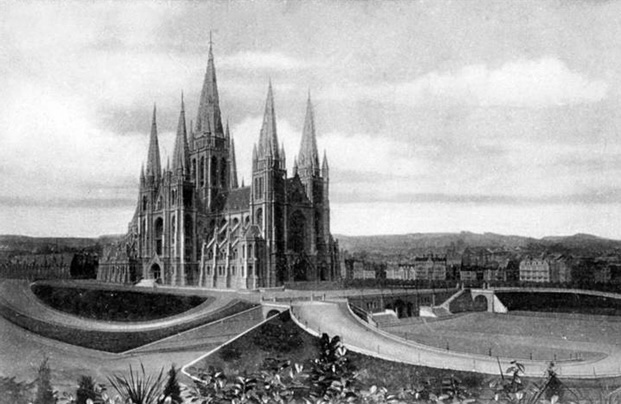
Le projet de Pierre Langerock.

Au départ, la future basilique imaginée par l’architecte louvaniste Pierre Langerock (1859-1923) est un édifice néo-gothique inspiré directement de la « cathédrale idéale » d'Eugène Viollet-le-Duc. Sept tours, dont la plus haute culmine à 146 mètres au-dessus de la croisée, compose cet hymne suranné au gothique flamboyant, considéré à l’époque comme le style le plus abouti par les pontes de la Commission royale des monuments.
Le temps de peaufiner les plans, le chantier commence par les impressionnantes fondations qui s’inscrivent sur une vaste esplanade à deux niveaux, creusée dans le plateau. De belles rampes d’accès garnies de balustrades et de réverbères devaient contourner l’étage en sous-sol pour rejoindre le parvis devant l’église. À la mort du souverain, le projet connaît le même sort que la plupart des chantiers qu’il avait inspirés et s’essouffle lentement. Pourtant, le cardinal Désiré-Joseph Mercier (1851-1926), d’abord réticent à soutenir le projet, ne désespère pas. Alors que le pays plie sous la férule de l’occupant, il s’en sert pour réveiller la foi et le patriotisme de ses ouailles : « Le jour de la libération de notre territoire, nous pourrons donner au Sacré-Cœur et à notre Vierge-Marie une preuve publique de notre reconnaissance. »

#### Une basilique Art déco (1925-1970)
Au lendemain de la guerre, la poursuite du chantier ne va pas de soi, et pour cause. L’idée de l’offrande et du mémorial aux héros de la guerre n’a, certes, rien perdu de sa pertinence, mais la basilique néo-gothique, jugée trop coûteuse et dépassée, paraît bien somptuaire eu égard aux priorités de la reconstruction. Un appel à projets, organisé sous la forme d’un concours en 1920, n’apporte pas de solution. Les contraintes imposées aux candidats étaient pourtant réduites au minimum : capacité de 4 à 5 000 personnes avec vue sur le maître-autel, dix chapelles en écho aux neuf provinces belges et au Congo, réutilisation des fondations existantes et budget total limité à 20 millions de francs belges.

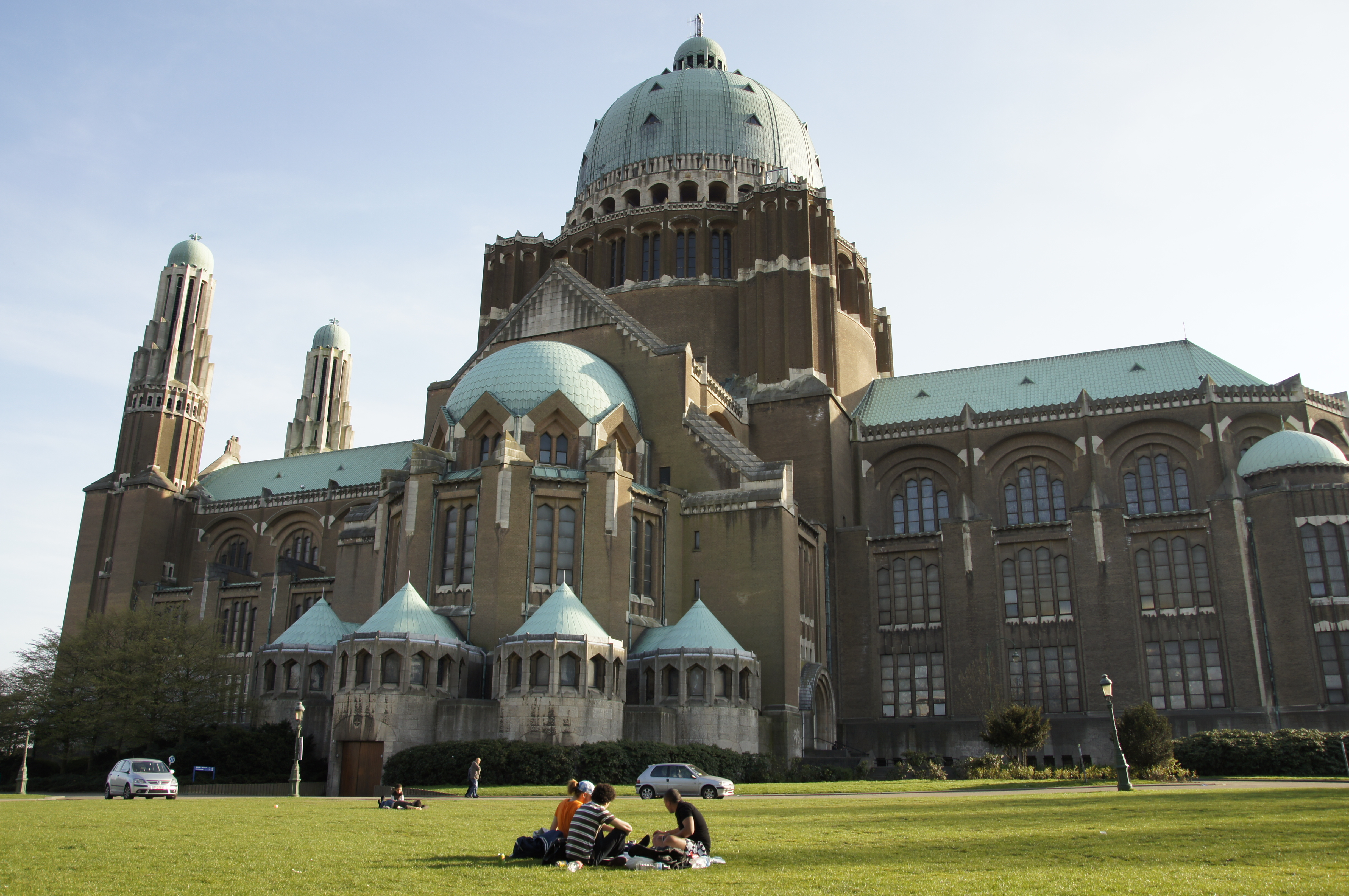
La basilique vue de côté.

Pour sortir de l'échec, l’épiscopat choisit de faire confiance, hors concours, à un architecte gantois, Albert Van Huffel. Il travaille avec un ingénieur qui a fait ses études sur les mêmes bancs que dom Sébastien Braun, un bénédictin de l’abbaye de Maredsous avec lequel le cardinal Mercier entretient des liens d’amitié profonds. Van Huffel présente une première esquisse qui a l’heur de faire l’unanimité autour d’elle. Adepte des techniques modernes, il fait le choix résolu de la structure en béton armé qui est, à l'époque, la solution la moins chère tout en autorisant de grandes portées sans supports intermédiaires, ce qui permet d'avoir une vue dégagée de l'ensemble de la nef facilitant ainsi la participation des fidèles à la célébration, en conformité avec l'orientation prise par la liturgie. Fort du satisfecit de l'Église catholique, il se lance, « avec la conscience et le scrupule d’un artisan des âges gothiques » (dixit Louis Vander Swaelmen), dans la définition minutieuse et détaillée de l’édifice. Mais la Commission des monuments est réticente, et même méfiante. Elle multiplie les remarques et exige la production d’une maquette. La présentation de celle-ci à l’Exposition internationale des Arts décoratifs et industriels modernes qui se tient à Paris en 1925 vaut un grand prix à l'architecte, ce qui fait taire les critiques.

#### Architecture soumise au plan intérieur

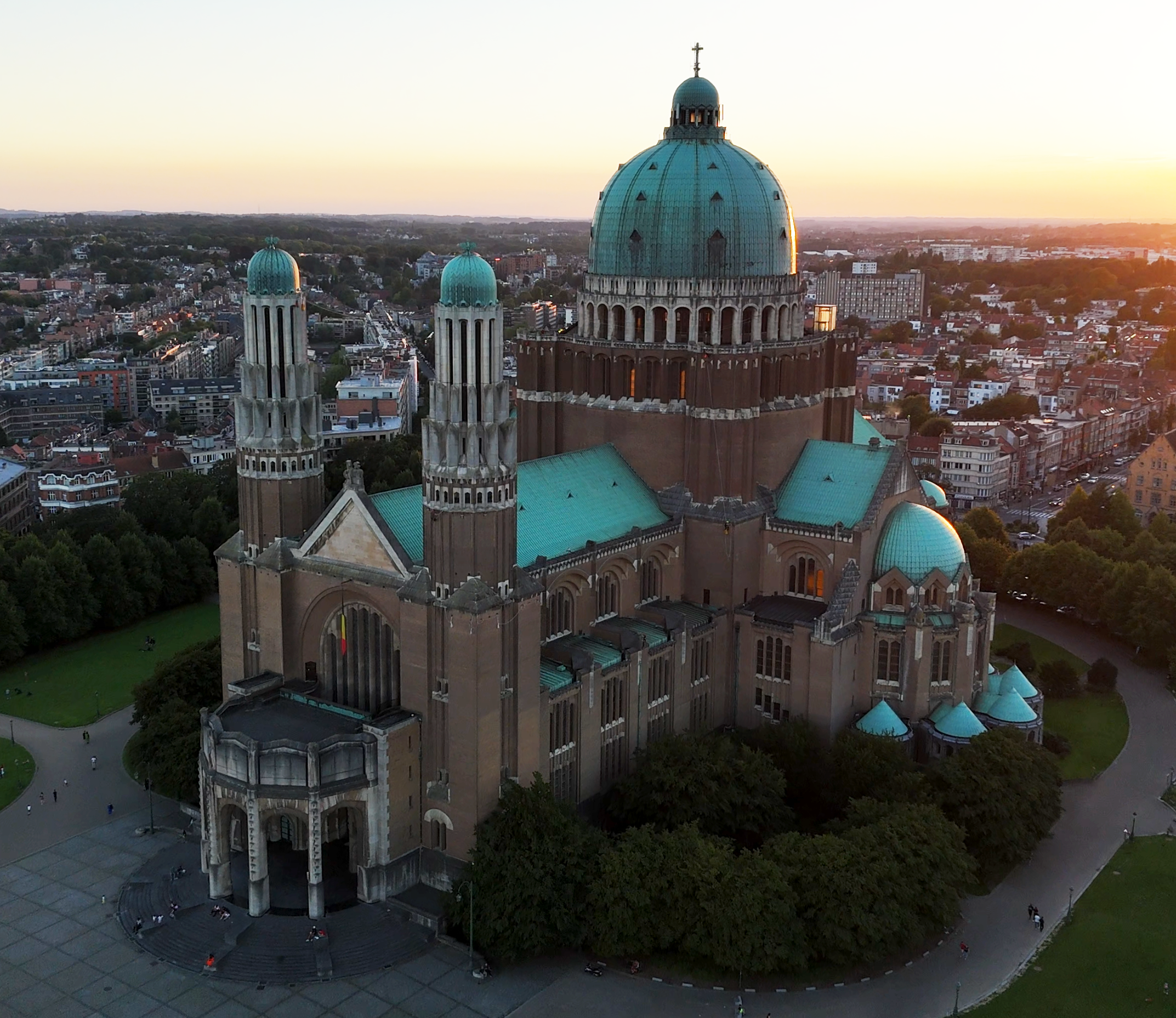
Vue aérienne de la basilique.

En bon apôtre de l’architecture moderniste, Van Huffel entend soumettre l’architecture de l’édifice à son organisation interne. La seule contrainte, héritée de la tradition chrétienne, est sa forme générale en croix latine et ses coupoles héritées du style byzantin. Une double fonction inspire l'organisation interne, d'une part l'exigence de pouvoir accueillir de grandes cérémonies et des processions et, d'autre part, la nécessité de remplir la fonction d'église paroissiale. Pour remplir ce programme, l’architecte conçoit une « église-accordéon » de plan centré, composée d’une multitude d’espaces modulables, en rupture totale avec l’organisation classique d’une église. Pour les grandes cérémonies, les quatre bras convergent vers le chœur, matérialisé par le maître-autel à baldaquin placé sous la coupole, et peuvent accueillir jusqu’à 20 000 personnes, bien au-delà des 5 000 personnes prévues au départ. Derrière le chœur, l’abside dispose de son propre autel servant à la vie quotidienne de la paroisse. Chaque transept comprend, lui aussi, une chapelle latérale disposant de son entrée propre et de son autel. Enfin, les chapelles rayonnantes — au nombre de 10 — sont logées à l’extrémité des transepts plutôt que dans l’abside. Un déambulatoire court tout le long des côtés nord et sud du vaisseau principal en passant par les transepts avec leurs portes, les parcours nord et sud du déambulatoire se rejoignant dans le bas-côté de l'abside, permettant ainsi les processions autour du chœur ainsi que la circulation des assistants en général. Pour subvenir aux besoins de la vie paroissiale, de multiples locaux fonctionnels entourent la crypte dans les caves dont le périmètre coïncide avec celui de l’église.

#### Un chantier financé par subsides et collectes
L’ASBL Les amis de la Basilique nationale du Sacré-Cœur à Koekelberg, constituée le 13 décembre 1921 par la comparution de 36 citoyens belges, dont une fraction s'est faite représenté par d'autres comparants et particulièrement par Alexandre Braun, s'est consacrée depuis à réunir les fonds nécessaires à la construction. Tout ce que le pays compte d’organisations catholiques ont été sollicitées. Vendue avec persévérance, la petite fleur de la basilique ne suffit pas, cependant, à remplir les caisses et seules les fondations, qui nécessitèrent la pose de 1.438 pieux Franki et le coulage de près de 11 kilomètres de béton armé, purent être achevées. Pour passer à la vitesse supérieure, les amis de la Basilique empruntent 15 millions de francs belges en 1930. Dans la foulée, ils obtiennent une promesse de subsides de l’État de 6 millions, réduite au tiers en raison de la crise économique qui sévit. Qu’à cela ne tienne. La somme suffira à boucler la première phase, la construction du chœur, inauguré en grande pompe deux mois après le décès de son concepteur, en 1935.
À la manœuvre, Albert Van Huffel a laissé son plus proche collaborateur, l’ingénieur-architecte Paul Rome qui, exception faite de quelques améliorations techniques, restera fidèle jusqu’au bout aux conceptions du maître. Les courbes de la coupole sont adoucies tandis que l’éclairage zénithal par plaques de verre est abandonné au profit du cuivre katangais. P. Rome s’applique aussi à dessiner les nombreux autels de marbre qui équipent l’édifice.
Grâce au comité de soutien, la basilique fut inscrite sur la liste des bâtiments d’utilité publique et bénéficia, à ce titre, des subventions en faveur de la résorption du chômage. Mieux, dès 1946, le chantier put reprendre grâce à l’intervention du fonds de construction des bâtiments religieux. Alors qu’elle est normalement limitée à 30 %, cette participation financière fut portée à 46 % de la masse salariale ouvrières en 1949 au point de susciter l’ire des édiles socialistes, d’autant plus remontés que l’entreprise absorbait quantité de matériaux d’origine étrangère.

#### Terracotta et béton armé, une association malheureuse
Pourtant, le matériau principalement choisi par l'architecte, la terracotta, est un produit typique de l'architecture belge, une brique d'argile moulée et émaillée portée à très haute température. Associée à la brique belvédère, elle sert de parement tout en servant aussi de coffrage perdu au béton armé afin de dissimuler celui-ci qui était jugé inesthétique par les contemporains. Victor Horta, lui-même, avait été contraint de renoncer au béton apparent dans les couloirs du Palais des Beaux-Arts. Seul le français Auguste Perret avait pu l'utiliser parce qu’il assurait, avec ses frères, sa mise en œuvre.
L'utilisation des blocs de terracotta avec leur couleur ocre jaune et leur assemblage avec les briques belvédère confère, à l'intérieur de la basilique, une unité de ton que le jeu des volumes met bien en valeur.
Mais l'association de la terracotta avec le béton dans l'environnement intérieur de la basilique soumis à de fortes variations de température, provoqua, avec le temps, fissures, crevasses et même des descellements dans les blocs vernissés. La restauration qui s'est ensuivie en 2003-2004 a nécessité le remplacement des joints rigides entre les blocs par des joints souples.
Cette dégradation était inattendue, le choix par l'architecte d'assembler la terracotta — qui remonte à l'antiquité — avec le béton ayant été fait sur la base d'une expérience qui paraissait positive. Celle-ci avait été inaugurée par la Leeds Fireclay Company Ltd qui, en 1908, avait associé, pour la première fois et avec succès, la terracotta avec le béton pour la construction de la Technical School et de l’Hôtel Midland de Manchester. Auparavant, utilisée dans la sculpture et l’ornementation des jardins, la terracotta lavable, imperméable et inaltérable avait montré une résistance et une durabilité jugées, à l'époque, sans égales. En plus, son excellente résistance au feu, avait entraîné son emploi massif pour protéger les structures en fonte d’acier des gratte-ciel américains jusque dans les années 1930. Enfin, la terracotta était connue pour être peu coûteuse par rapport à la pierre, et plus facile à mettre en œuvre, se prêtant aux moulages les plus variés, un autre avantage par rapport à la pierre qui doit être sculptée.

#### Un édifice qui prend lentement forme

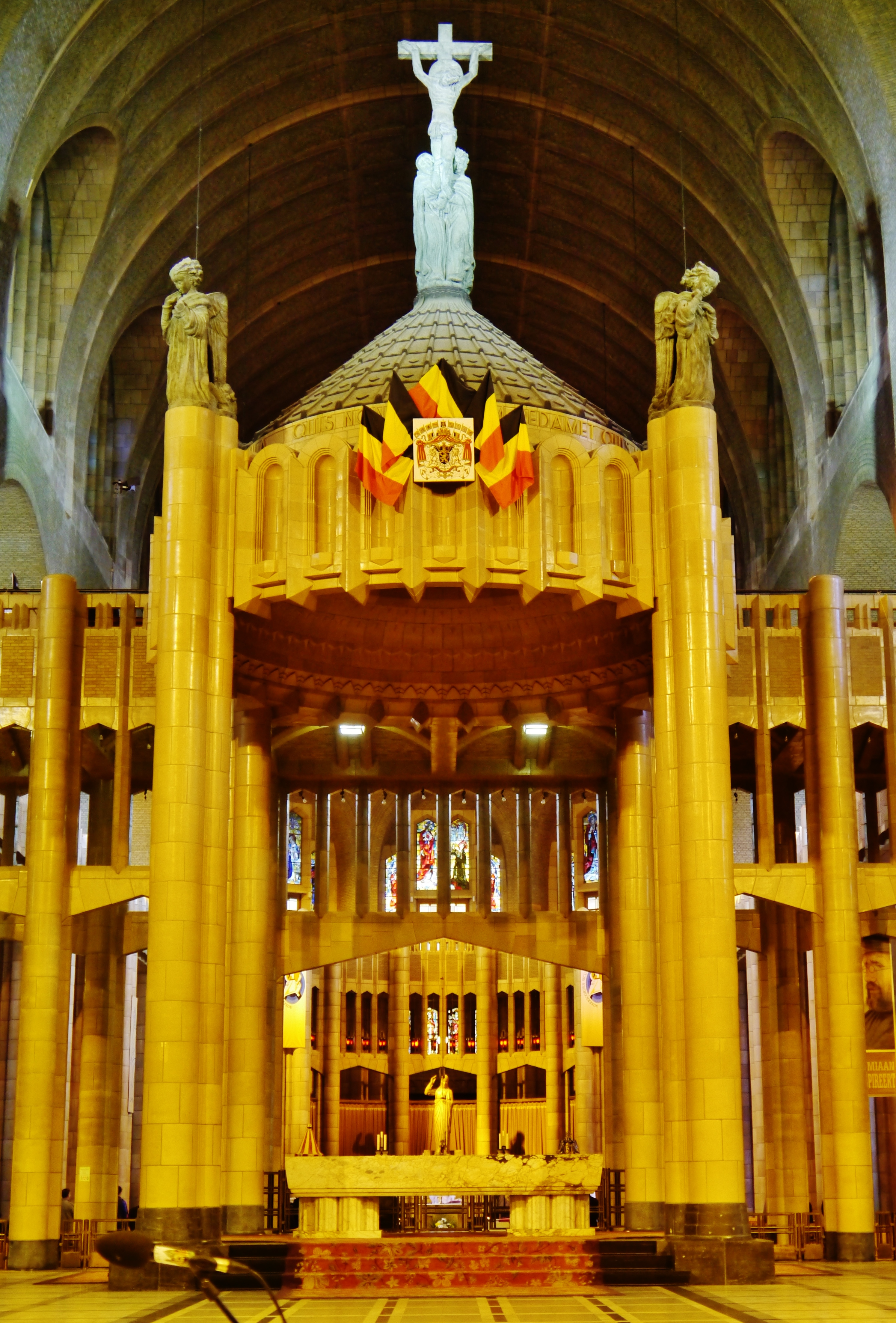
Maître-autel et ciborium.

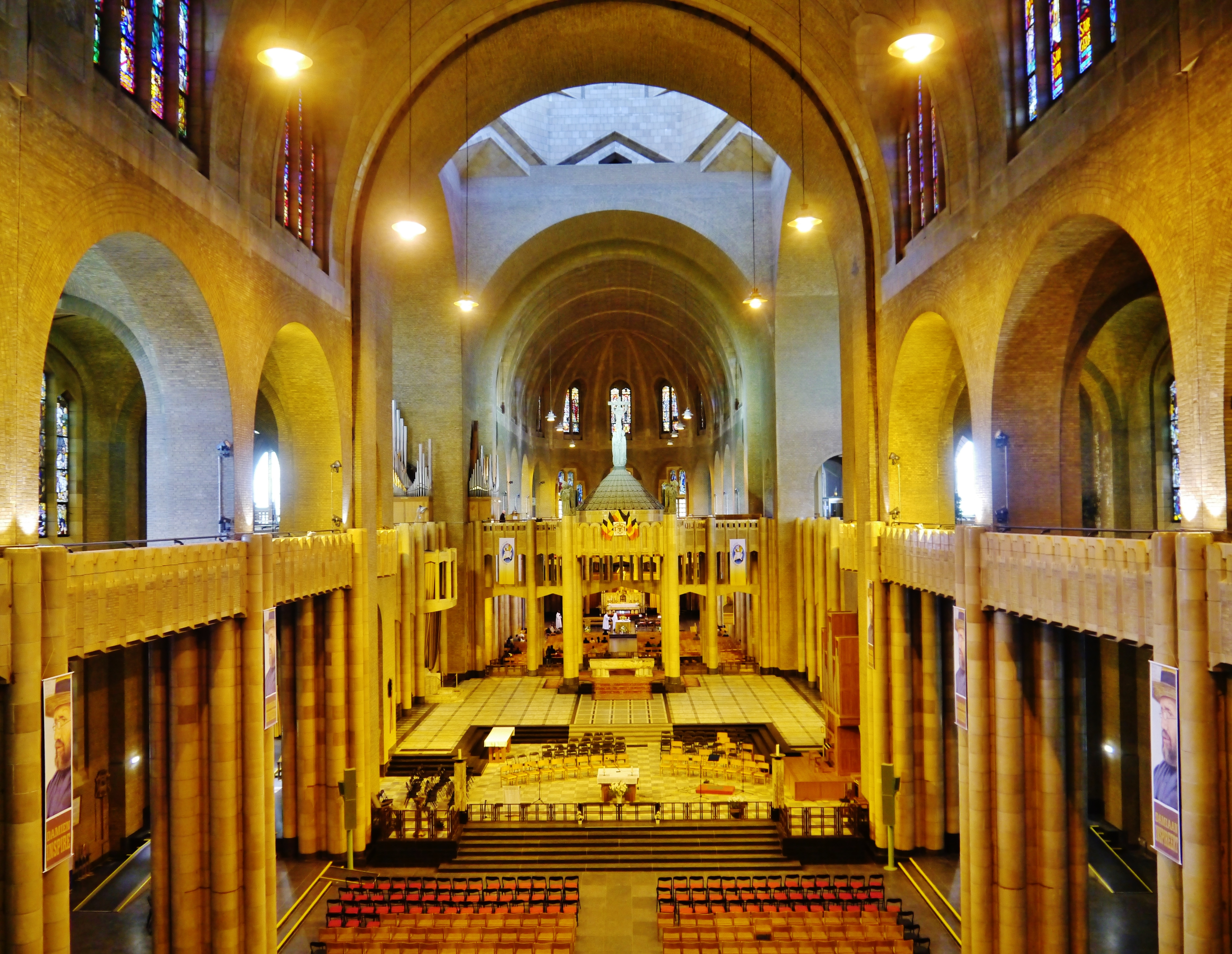
La nef.

La deuxième étape importante de la construction, le grand vaisseau de la nef précédé d’un imposant narthex, est terminé en 1951. La cérémonie d’inauguration dure tout un weekend pour permettre l’aspersion et la bénédiction de toutes les parties de l’édifice, jugées impures. L'arc en mitre est utilisé massivement tant au niveau des fenêtres et de la décoration intérieure de la nef que du narthex-portail. Le narthex-portail comporte un grand balcon destiné aux messes en plein air dont le parapet devait être sculpté d’un bas-relief figurant le Christ miséricordieux. Ses piliers sont prolongés par les statues des quatre évangélistes de Harry Elstrøm (1906-1993). Il émane de ces colosses aux traits sommaires, composés chacun de cinq blocs de pierre de trois tonnes, une expressivité et une force incontestables. De gauche à droite, on reconnaît Jean et son aigle (1955), Luc portant le taureau (1958), Marc enlacé par le lion (1958) et, enfin, Mathieu avec l’homme (1964).
Rénovateur inspiré de l’art religieux, Elstrøm développe une ligne dépouillée, habitée spirituellement, aux antipodes du kitsch-baroque de la sculpture religieuse de son temps. C’est lui aussi qui surmonte le ciborium de l’autel principal, coiffé d’un étrange cône en tuiles de cuivre martelé (Henri-Joseph Hollemans), d’un calvaire et de quatre anges en prière (1951). Le contraste entre la sérénité tout intérieure des visages et le mouvement quasi-dramatique des vêtements et des chevelures est émouvant. Marie et saint Jean donnent l’impression de porter la douleur du Christ en tenant la croix à bout de bras. Le programme devait être complété par les Douze Apôtres entourant le Christ crucifié dans les niches qui garnissent le fronton du ciborium.
En 1953, l’entrée principale est flanquée de deux tours élancées de 65 mètres de hauteur, coiffées d’une coupole en réduction. Entre elles, un Christ en majesté en bas-relief devait orner le fronton de pierre à rampants. Cinq ans plus tard, le transept sud, à gauche de l’entrée, est terminé, le transept nord venant bientôt équilibrer l'édifice en 1958. Ultime effort, et non des moindres, la coupole est achevée en juin 1969 et c’est le 11 novembre 1970 en effet que la basilique est inaugurée à l’occasion du vingt-cinquième anniversaire de l’épiscopat du cardinal Joseph Suenens.

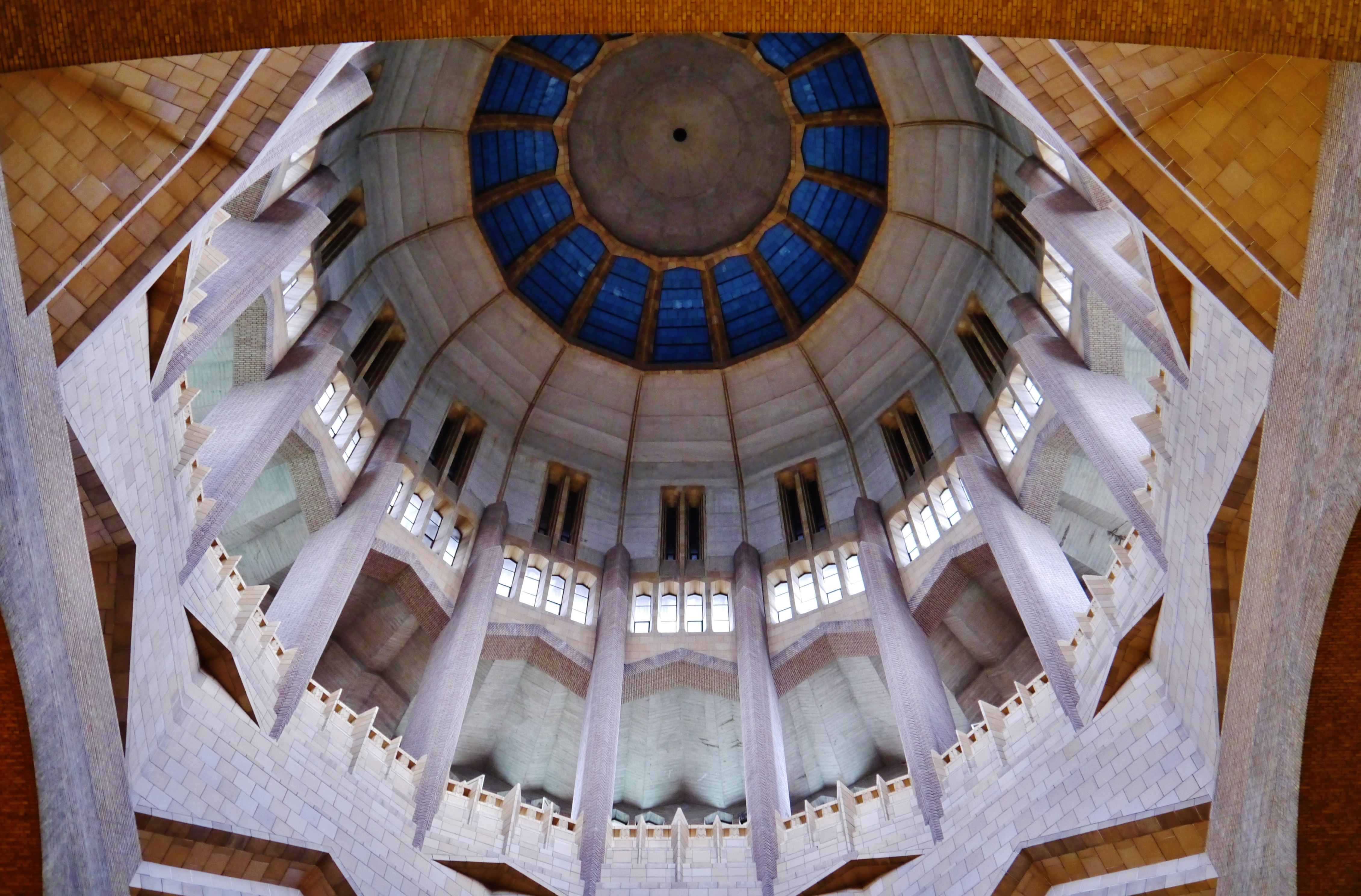
Coupole vue du sol.

À la différence de la technique adoptée dans les édifices classiques, on a conçu le dôme comme une construction autonome au lieu de le faire reposer sur la croisée du transept. La coupole, recouverte de plaques de cuivre, est sphérique à l’extérieur et polygonale à l’intérieur. Elle repose sur un épais tambour porté, à l’intérieur, par des piliers qui se prolongent à l’extérieur en quatre contreforts polygonaux. Ceux-ci forment une assise de plan carré, étant solidarisés entre eux par une double arcade en béton qui supporte quatre arcs paraboliques sur lesquels se répartit la charge du dôme. Coiffant celui-ci, un lanternon est destiné à être éclairé lors de l’exposition du Saint Sacrement pour être vu de partout, phare de la foi dans la nuit terrestre.
On peut accéder au promenoir qui entoure la base de la coupole avec sa vue panoramique sur les 161 km2 de Bruxelles, soit par les escaliers, soit grâce à deux ascenseurs mis en service au printemps de 2012 prévus dès la construction, mais construits au XXIe siècle sous la forme d'une cage et de deux cabines entièrement vitrées.

## Critiques
Œuvre profondément originale et emblématique de la période Art déco, la basilique plonge ses racines dans l'art néo-byzantin ou néo-romain, étranger à l'Europe du Nord mais naturalisé par une inspiration prise dans les mouvements esthétiques germaniques, Bauhaus et Deutscher Werkbund. Quelques réalisations de ce type existent cependant déjà en Belgique, dont à Liège les églises du Sacré-Cœur et Notre-Dame-de-Lourdes à Cointe et église Saint-Vincent.
L'énorme basilique nationale du Sacré-Cœur couronne la fin d'une évolution qui utilise des styles et des techniques du XXe siècle, mais sans effacer le parti-pris traditionnel qui présida à sa conception. C'est donc le symbole d'un principe religieux encore classique qui se dresse à l'ouest de la capitale, avec son dôme auquel répond, à l'est et comme pour s'y opposer, celui du colossal palais de Justice de Bruxelles érigé pour imposer un autre principe, celui de la laïcité, par la puissance de ses formes prises, elles aussi, dans une tradition, celle du classicisme adaptée selon les règles du style éclectique du XIXe siècle.

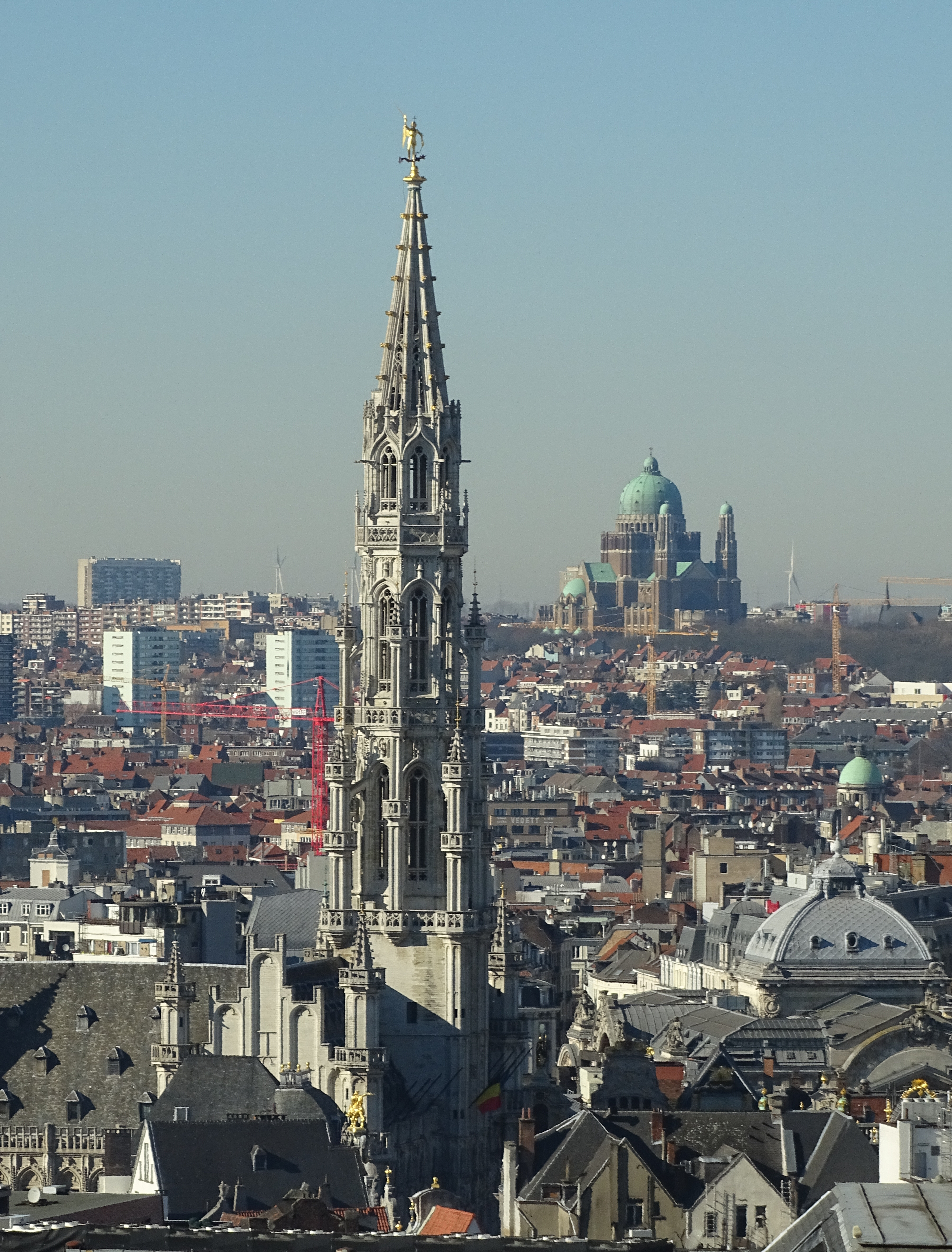
La Tour de l'Hôtel de ville et le plateau de Koekelberg dominant Bruxelles.

Même si l’on redécouvre aujourd’hui la richesse du langage plastique développé pour la construction de ces deux monuments, ceux-ci restent les enfants mal-aimés de la capitale. De mauvais esprits ont insinué que la dédicace de la basilique, cette monstrueuse architecture pâtissière eût mieux convenu à un saint-honoré qu'au Sacré-Cœur (à remarquer que la basilique du Sacré-Cœur de Paris, avec sa blancheur, est parfois, elle aussi, comparée à une pièce crémeuse de pâtisserie). Par dérision, certains parlent de la « Koekelique de Baselberg », expression dans laquelle se télescopent le nom de l'édifice religieux et le nom de la commune de Bruxelles où elle est érigée (Koekelberg).
La basilique bruxelloise incarne et exalte des valeurs tels que le patriotisme, les pèlerinages de masse et l’adoration du Sacré-Cœur. Pour tout cela, elle pourrait passer pour anachronique. Pourtant, son style, qui évoque l'art byzantin avec ses coupoles, est, en fait, en rupture totale avec la tradition par ses volumes épurés à l'ornementation dépouillée tirée du seul mélange des matériaux dont la quasi-monochromie favorise les jeux de lumière monumentaux à l'opposé des décors religieux traditionnels. Elle apparaît donc monumentale et froide, dans un dépouillement qui correspond à la doctrine de l'architecture moderne, même si c'est dans un style dont l'apparence est inspirée par la tradition, mais avec une influence de type Art déco, et d'un Art déco singulièrement dépouillé.
La situation de la basilique, au bout d'une majestueuse perspective bordée de grands arbres de chaque côté et son implantation au milieu d’un îlot central rendu difficile d’accès par une importante circulation automobile, contribue à créer, ou à renforcer, l'impression d'isolement hautain qu'on ressent en s'en approchant. En pleine révolution liturgique après le concile Vatican II, la hiérarchie catholique la traite comme un héritage encombrant du passé, peu en phase avec l’esprit du temps[réf. nécessaire]. Elle a cependant servi à quelques manifestations importantes, dont son inauguration et une visite papale qui nécessita que les assistants se répandent à l'extérieur. Une veillée de prières organisée à propos de l'euthanasie réunit 1.300 personnes ainsi que les funérailles de deux pompiers morts en service. En novembre 2015, alors que la vie sociale est ralentie par les fermetures de lieux publics sous la menace terroriste, 1 000 personnes participent à un office. D'autre part, des offices religieux paroissiaux s'y tiennent toujours dans un espace adapté. Des expositions y ont attiré le grand public, comme celles consacrée à Léonard de Vinci et à la présentation annuelle, à chaque Noël, de crèches du monde entier. En outre, dans les sous-sols, des assemblées peuvent disposer de cinq salles dont un bar-restaurant.
Cet édifice colossal est la sixième plus grande église du monde. À 53 mètres de hauteur se trouve une plateforme d'où les visiteurs peuvent contempler le centre de la ville de Bruxelles ainsi que les campagnes du nord et de l'ouest de la ville. Par temps clair, on aperçoit fort bien la cathédrale Saint-Rombaut de Malines.
Les réalisateurs belges Guillaume Malandrin et Stéphane Malandrin lui ont rendu un vibrant hommage cinématographique dans leur thriller psychanalytique Où est la main de l'homme sans tête, la basilique servant de décor principal à l'énigme cauchemardesque que traverse le personnage principal, incarné par Cécile de France.

## Patrimoine artistique
La basilique du Sacré-Cœur possède un patrimoine riche et une collection exceptionnelle d’œuvres d'art.
Ses acquisitions variées permettent d'avoir une vue d'ensemble sur notre époque et de la façon dont les artistes qui y sont représentés la voient, l'interprètent et la perçoivent.
Le Christ est souvent l'acteur fondamental de la représentation du catholicisme et c'est le cas ici. On peut y voir une magnifique et puissante sculpture en bronze de Constant Permeke (1886-1952) « Tête du Christ », trente et une gravures de Joan Miró (1893-1983) sur le thème de Saint François d'Assise et, dans le plus pur style du peintre catalan, un tableau d'Antoni Tàpies (1923-2012), une œuvre photographique, la seule du musée, de San Damon, créateur de l'Oniroscopisme (1972-), appelée « Quand Jésus devint le Christ » sur le thème de la crucifixion, mais aussi sept lithographies originales d'Alfred Manessier (1911-1993) sur le thème de Pâques et du Mont des Oliviers, ainsi que des œuvres de James Ensor (1860-1949), ou encore un tableau de Geneviève Asse (1923-2021) sur le thème biblique et, pour clôturer, des tableaux du révolutionnaire Albert Servaes déclinant Noël avec force et dextérité[réf. nécessaire]. L'autel, le mobilier liturgique et la croix du chœur sont l'œuvre du sculpteur belge Jacques Dieudonné (1949-), spécialiste en art sacré qui est aussi l'auteur de l'ambon (élément de mobilier religieux en forme de tribune élevée destinée à des prêches ou lectures publiques).
De nouveaux vitraux viennent d'être installés au premier étage pour rappeler l'œuvre du cardinal Godfried Danneels.

## Quelques chiffres
- Longueur : 141 mètres à l'intérieur. La basilique extérieure mesure 164.5 mètres
- Largeur : 107 mètres au transept
- Diamètre de la coupole : 33 mètres
- Hauteur de la coupole depuis le sol du chœur: 93 mètres
- Poids de la coupole et du dôme : 2 650 tonnes
- L'ensemble repose sur un massif de pratiquement 40.000 tonnes qui lui même repose sur 500 pieux Franki allant jusqu'au bon sol à ± 30 mètres de profondeur.

## Quelques dates
- 9 juin 1903 : création de la nouvelle paroisse de Koekelberg, desservant 4 communes (Berchem-Sainte-Agathe, Koekelberg, Ganshoren, Jette)
- 12 décembre 1903 : acte de donation de 3,32 hectares du plateau de Koekelberg par la SA Quartier Léopold II.
- 31 décembre 1903 : arrêté royal confirmant la construction d’une basilique sur le plateau de Koekelberg.
- 12 octobre 1905 : pose de la première pierre de la basilique.
- 17 novembre 1921 : approbation du projet d’Albert Van Huffel.
- 13 décembre 1922 : fondation de l’ASBL Les Amis de la Basilique nationale du Sacré-Cœur à Koekelberg.
- 17 mars 1935 : mort d’Albert van Huffel, aussitôt remplacé par son collaborateur Paul Rome.
- 26 mai 1935 : inauguration du chœur de la basilique
- 1946 : intervention du fonds des bâtiments religieux
- 13 et 14 octobre 1951 : achèvement de la grande nef et consécration.
- 28 janvier 1952 : attribution du titre de basilica minor par le pape Pie XII.
- 1953 : achèvement des deux tours du portail d'entrée.
- En 1955, une médaille représentant la basilique est réalisée à l'occasion du cinquième anniversaire du corps de Volontaires pour la Corée
- 1958 : achèvement du transept sud.
- 1962 : achèvement du transept nord.
- Juin 1969 : achèvement du dôme et pose du bouquet final de la construction du gros œuvre.
- 11 novembre 1970 : Inauguration de la basilique à l'occasion des 25 ans du cardinalat de Léon-Joseph Suenens.
- 4 juin 1995 : béatification du père Damien par le pape Jean-Paul II sur l'esplanade de la basilique.
- 27 septembre 2009 : consécration du nouvel ensemble de mobilier liturgique — autel et ambon — (Jacques Dieudonné sculpteur) par le cardinal Godfried Danneels.

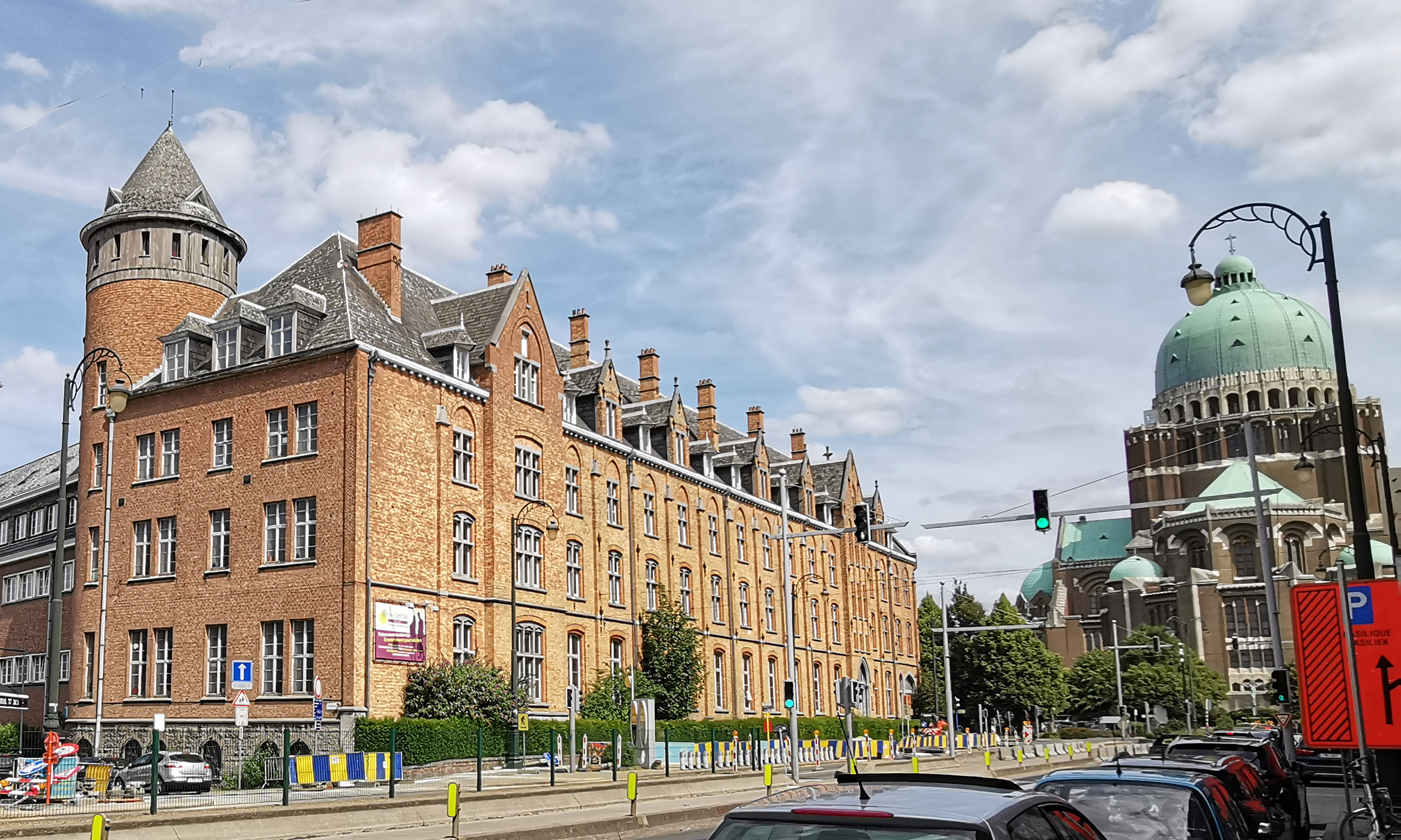
Situation actuelle du collège du Sacré-Cœur et de la basilique en 2019.
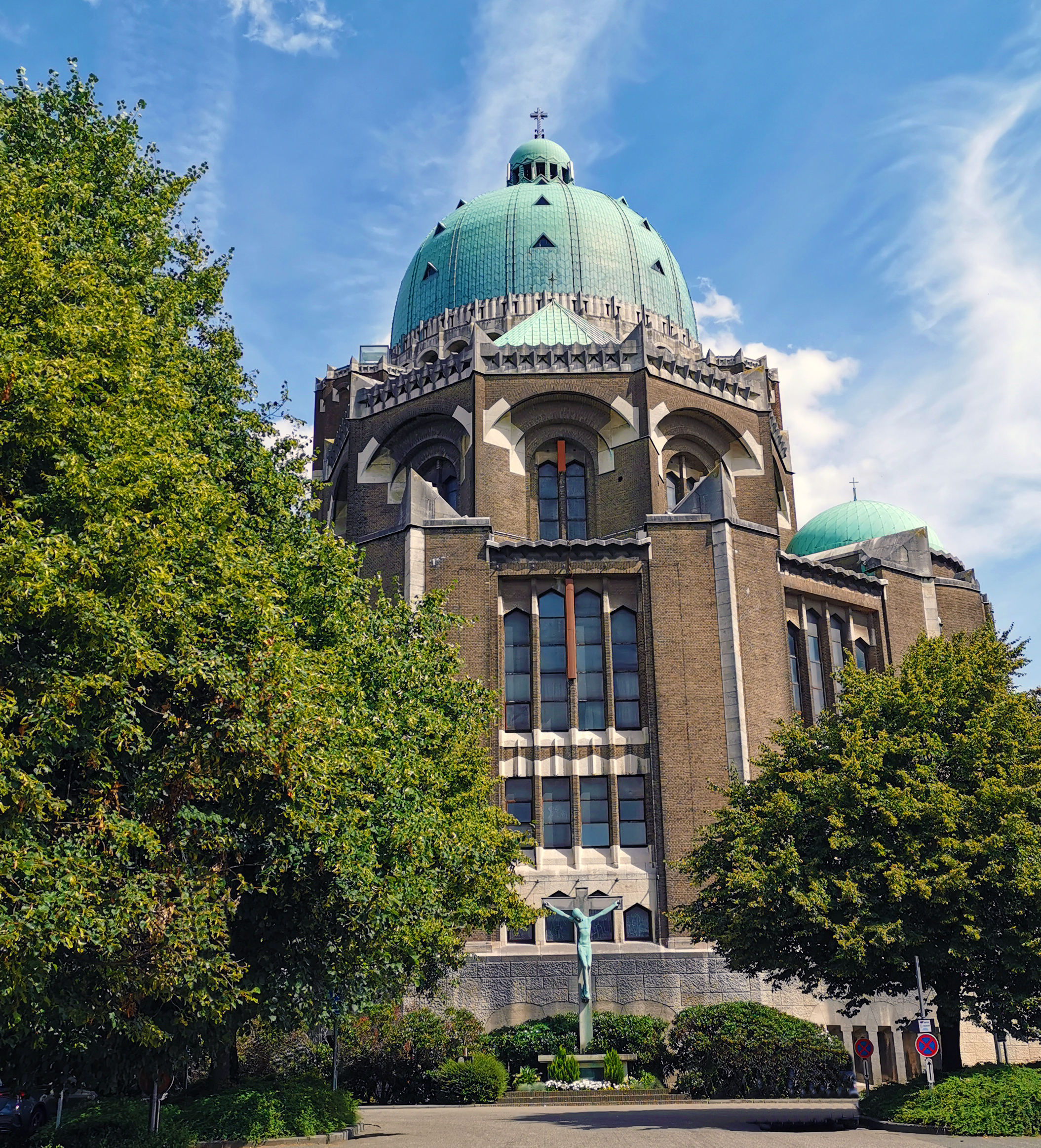
L'abside de la basilique avec le Christ en croix de George Minne.
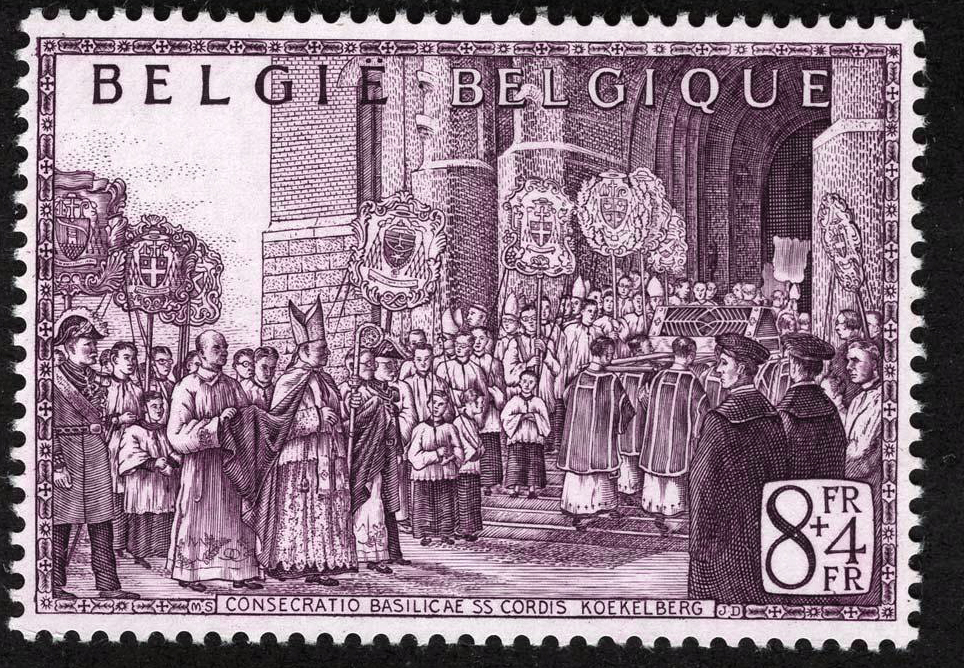
Timbre postal commémorant la consécration de la basilique de Koekelberg du 14 octobre 1951.

## Accessibilité
- | ___ | Ce site est desservi par la station de métro : Simonis. |
- Bossaert-Basilique
- Riethuisen

## Musée
La basilique contient deux musées en plus du panorama : le musée des Sœurs noires et le musée d'Art religieux moderne. 
- Le musée des Sœurs noires regroupe une collection d'objets issus de la communauté cellite de Bruxelles.
- Le musée d'Art religieux moderne présente des peintures et sculptures d'artistes pour qui la religion est source d'inspiration.